# Cengiz Coşkun

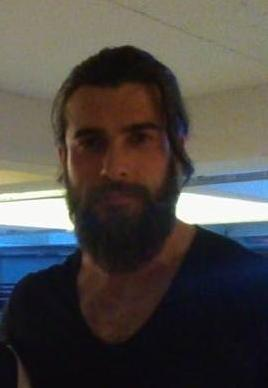
Cengiz Coşkun (2016)

Cengiz Coşkun (* 29. April 1982 in Istanbul) ist ein türkisches Model und Schauspieler.

## Leben
Er stammt aus einer Familie bulgarischer Türken und hat eine zwei Jahre jüngere Schwester. Er absolvierte die Sporthochschule der Marmara-Universität. Im Jahr 2002 startete er als Model. Bei Best Model of Turkey im gleichen Jahr belegte er den dritten Platz. Er ist auch als Schauspieler tätig. So ist er durch die Rolle des Generals Giovanni Giustiniani aus dem türkischen Historienfilm Fetih 1453 bekannt.
Weiterhin nahm er im Jahr 2013 an der Reality-Fernsehshow Survivor Türkiye teil.
2014 hatte er die Rolle des Turgut Alp in der Fernsehserie Diriliş: Ertuğrul, die auf TRT 1 läuft.

## Filmographie (Auswahl)

### Filme
- 2012: Fetih 1453
- 2016: Çekmeceler

### Fernsehserien
- 2005: Nehir
- 2014–2019: Diriliş: Ertuğrul